# Ufer und Talhänge der Wuppertalsperre
Das Naturschutzgebiet Ufer und Talhänge der Wuppertalsperre liegt auf dem Gebiet der Stadt Hückeswagen im Oberbergischen Kreis in Nordrhein-Westfalen.
Das Gebiet besteht aus drei Teilflächen und verläuft beidseitig der Wuppertalsperre. Die südlichen Grenzen des NSG liegen im nordwestlichen Bereich der Stadt Hückeswagen (in Fließrichtung links der Wupper). Rechts der Wupper, nahe der Ortslage Niederhombrechen, teilt sich das NSG eine gemeinsame Grenze mit dem NSG" Leiverbachtal und Talhänge" (GM-084). Im Norden endet das NSG nahe der Ortslage Dörperhöhe (linkes Ufer der Wuppertalsperre) bzw. in der Nähe des Ortes Oberhombrechen (rechtes Ufer der Wuppertalsperre). Die Wupper selbst ist nicht Teil des Naturschutzgebietes.

## Beschreibung
Das etwa 98,6 ha große Gebiet wurde im Jahr 2006 unter der Schlüsselnummer GM-083 unter Naturschutz gestellt.
Das Fachinformationssystem des Landesamtes für Natur, Umwelt und Verbraucherschutz in NRW beschreibt das Naturschutzgebiet wie folgt:

„Im südlichen Teil verläuft beidseitig der Talsperre in Ufernähe ein asphaltierter Rad- und Fußweg. Dieser Weg trennt standortgerechte Ufergehölze und feuchte Ufer-Hochstaudenfluren von hängig stockenden, überwiegend naturnah ausgeprägten Wäldern. Weiter nördlich ist der Übergang zwischen Ufergehölzen bzw. Ufer-Hochstaudenfluren und bewaldeten Hängen fließend, ein asphaltierter Weg ist nicht vorhanden. Naturnahe Laubwälder nehmen die größte Fläche des NSG ein. Sie sind als Hainsimsen-Buchenwälder mit wechselnden Anteilen der Eiche und typischer Krautschicht oder als Eichenwälder ausgebildet. Neben schichtigen Beständen kommen auch Hallenbestände vor, hervorzuheben sind Bereiche mit starkem bis mächtigem Baumholz als Hauptwuchsklasse. In nahezu allen mit Laubholz bestockten Flächen ist Alt- und Totholz regelmäßig vorhanden. Die Rotbuche verjüngt sich natürlich. Als Nebenbaumarten stocken vor allem Birken und Waldkiefern. In der Strauchschicht ist insbesondere die Stechpalme vertreten. Neben naturnahen Laubwäldern kommen Fichtenwälder vor. Ein Teil dieser Bestände wurde kahlgeschlagen und mit standortgerechten Laubbäumen wieder aufgeforstet. Innerhalb der Wälder sind zahlreiche Quellen mit typischer Vegetation vorhanden, welche als Quellbäche in die Wupper entwässern. Immer wieder sind kleine bis mittelgroße offene oder halboffene Flächen in die Wälder eingebettet. Es handelt sich hierbei hauptsächlich um mesophiles, teils brachgefallenes, frisches bis feuchtes Grünland. Stellenweise sind Teiche und Gehölzstrukturen angelegt worden. Auf Teilflächen dominiert das Drüsige Springkraut oder Adlerfarn. Entlang der aufgestauten Wupper wechseln sich standortgerechte Ufergehölze mit feuchten, teils wertvollen Hochstaudenfluren ab. Der Wert des Gebietes ergibt sich aus dem Komplex aus Fließgewässern, artenreichem Offenland sowie standorttypischen Wäldern (zum Teil FFH-Hainsimsen-Buchenwald) und Uferbereichen. Die dadurch resultierende Strukturvielfalt stellt einen wertvollen, artenreichen Lebensraum dar. Als Naturschutzgebiet hat die Fläche eine regionale Bedeutung für verschiedene Pflanzen und Tierarten im Biotopverbund. Das Gebiet ist mäßig beeinträchtigt, weist aber eine überwiegend positive Entwicklungstendenz auf.“

Die Kartierung des Gebietes ergab u. a. das Vorhandensein folgender bemerkenswerter Pflanzenarten:
Breitblättriger Rohrkolben (Typha latifolia), Echtes Mädesüß (Filipendula ulmaria), Quendelblättrige Kreuzblume (Polygala serpyllifolia), Gemeiner Wasser-Hahnenfuß Sa. (Ranunculus aquatilis agg.), Sumpf-Dotterblume (Caltha palustris), Sumpf-Schwertlilie (Iris pseudacorus), Sumpf-Wasserstern (Callitriche palustris) und Torfmoose (Sphagnum spec.).
An Tierarten wurden u. a. im NSG beobachtet und im Fundmeldesystem der Biologischen Station Mittlere Wupper gespeichert: Eisvogel (Alcedo atthis), Flussregenpfeifer (Charadrius dubius), Flussuferläufer (Actitis hypoleucos), Waldwasserläufer (Tringa ochropus), Fischadler (Pandion haliaetus), Uhu (Bubo bubo), Schwarzstorch (Ciconia nigra), Kiebitz (Vanellus vanellus) und Wespenbussard (Pernis apivorus).

## Schutzziele
Schutzziele sind der Erhalt und die Entwicklung des Gebietes als wertvoller Lebensraum für verschiedene Pflanzen- und Tierarten mit besonderer Bedeutung für die Wasserqualität der Wuppertalsperre.

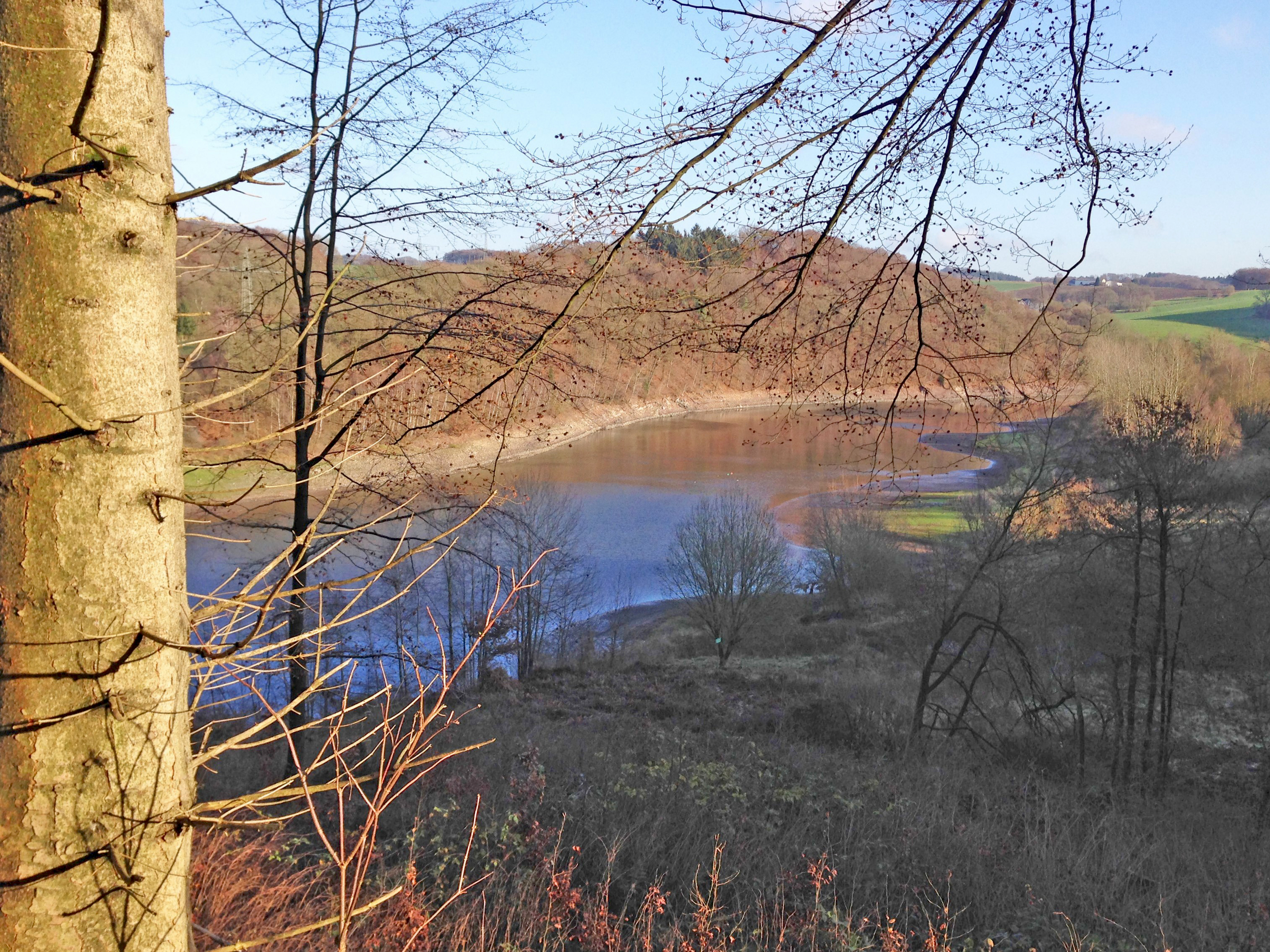
NSG Ufer und Talhänge der Wuppertalsperre
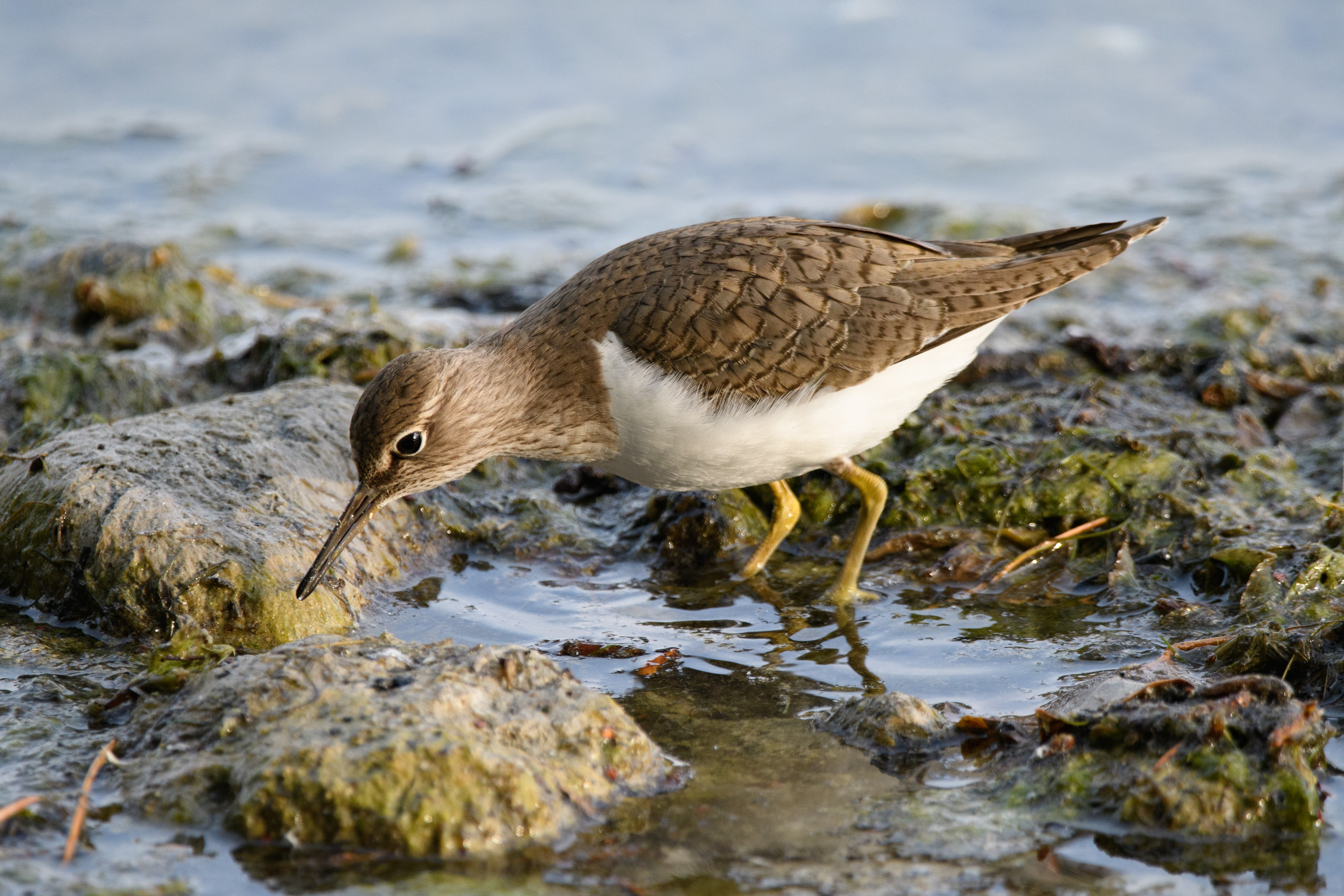
Flussuferläufer (Actitis hypoleucos)
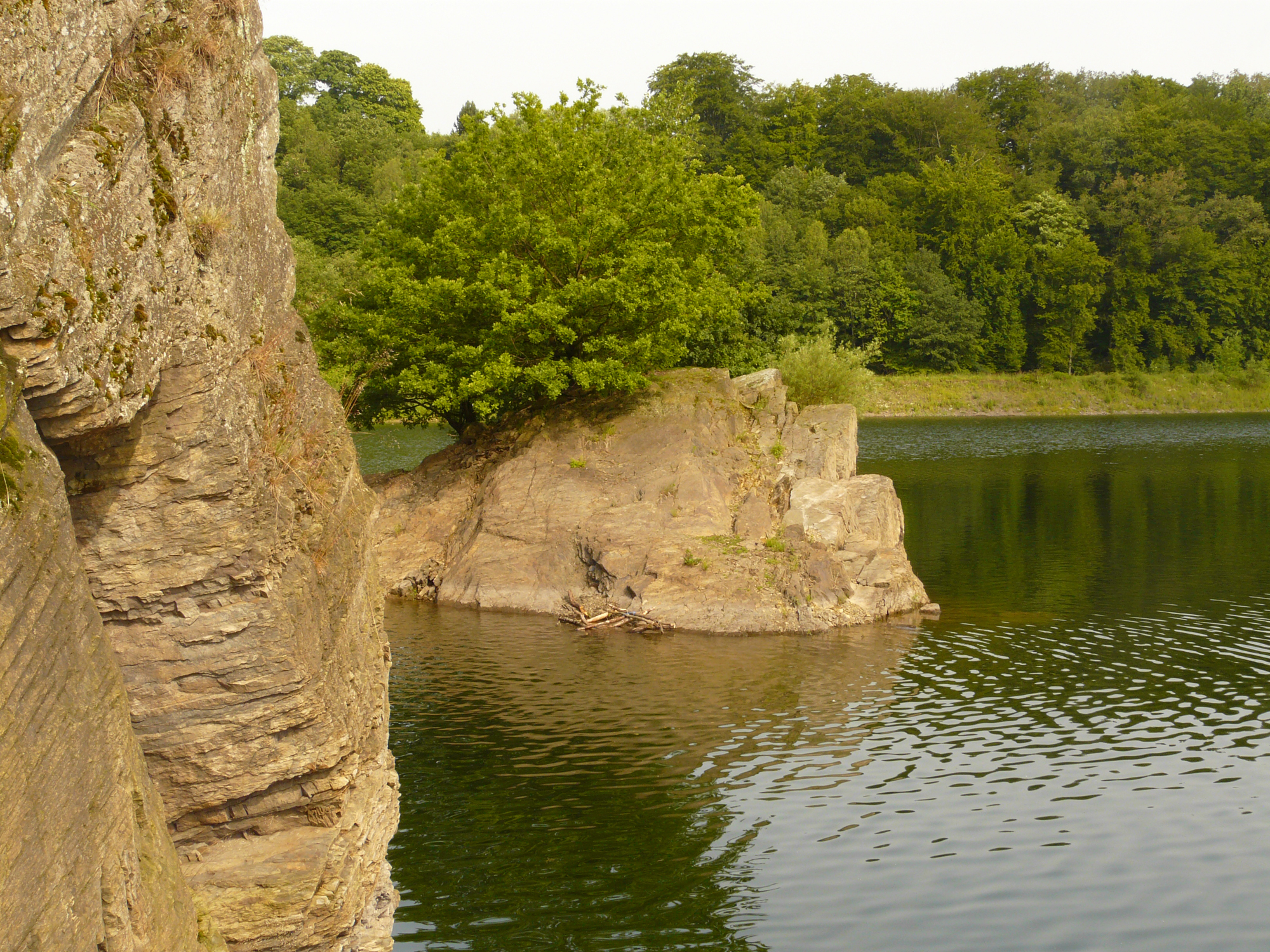
Die östliche Felswand des Bilsteins mit der Felseninsel im Hintergrund.
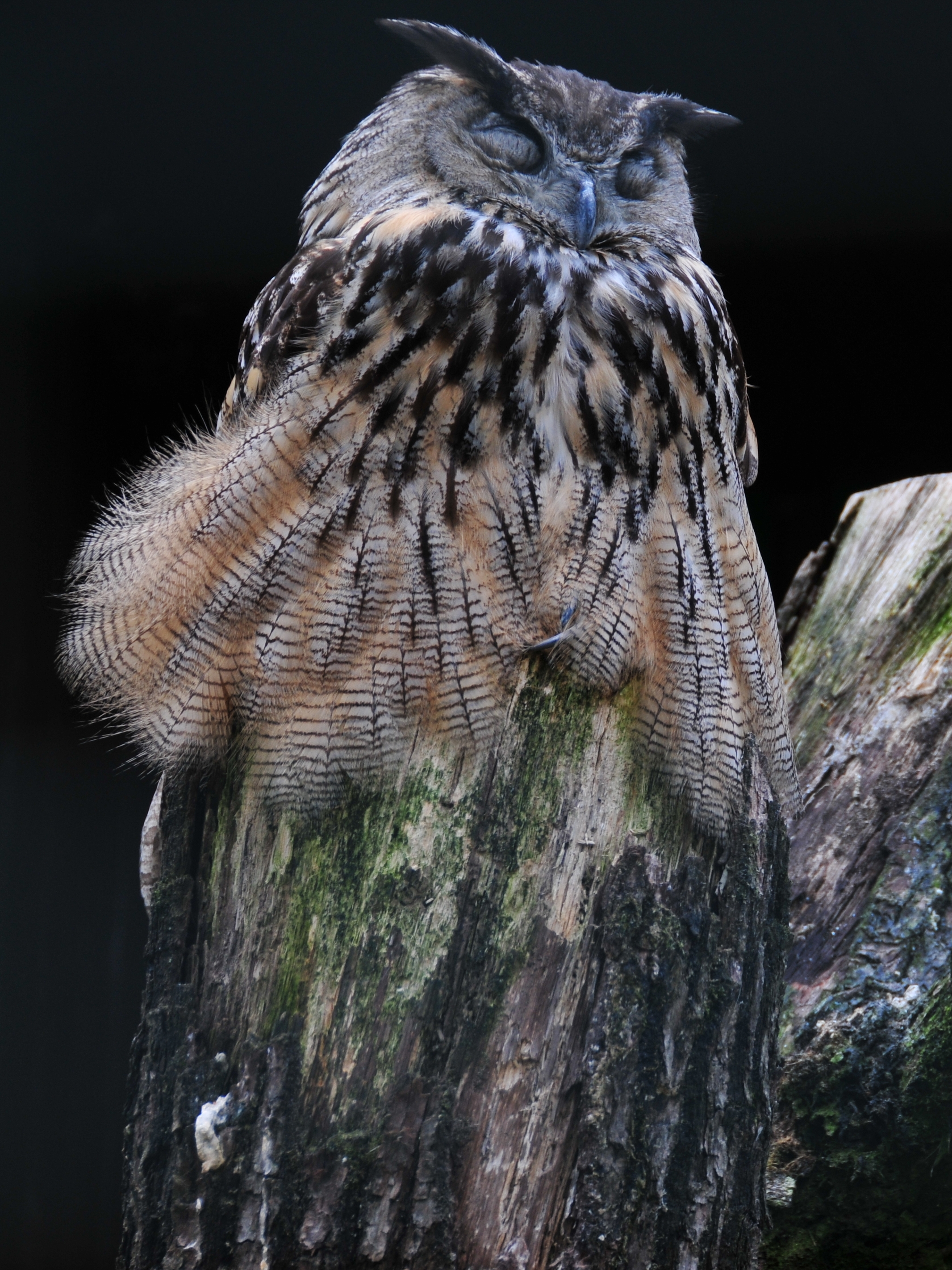
Uhu (Bubo bubo)
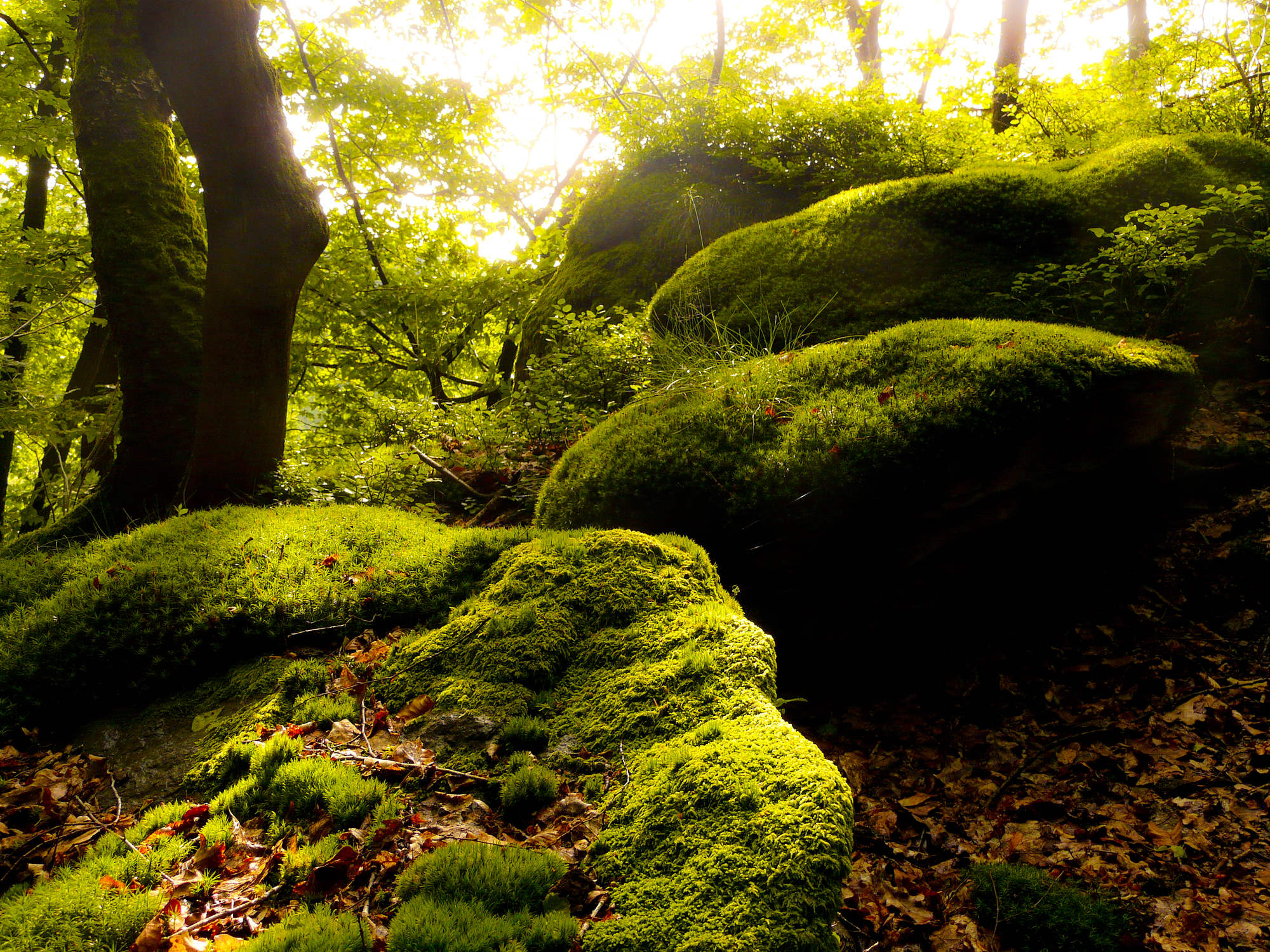
Bemooste Felsen im naturnahen Ufer-Hangwald bei Dürhagen.
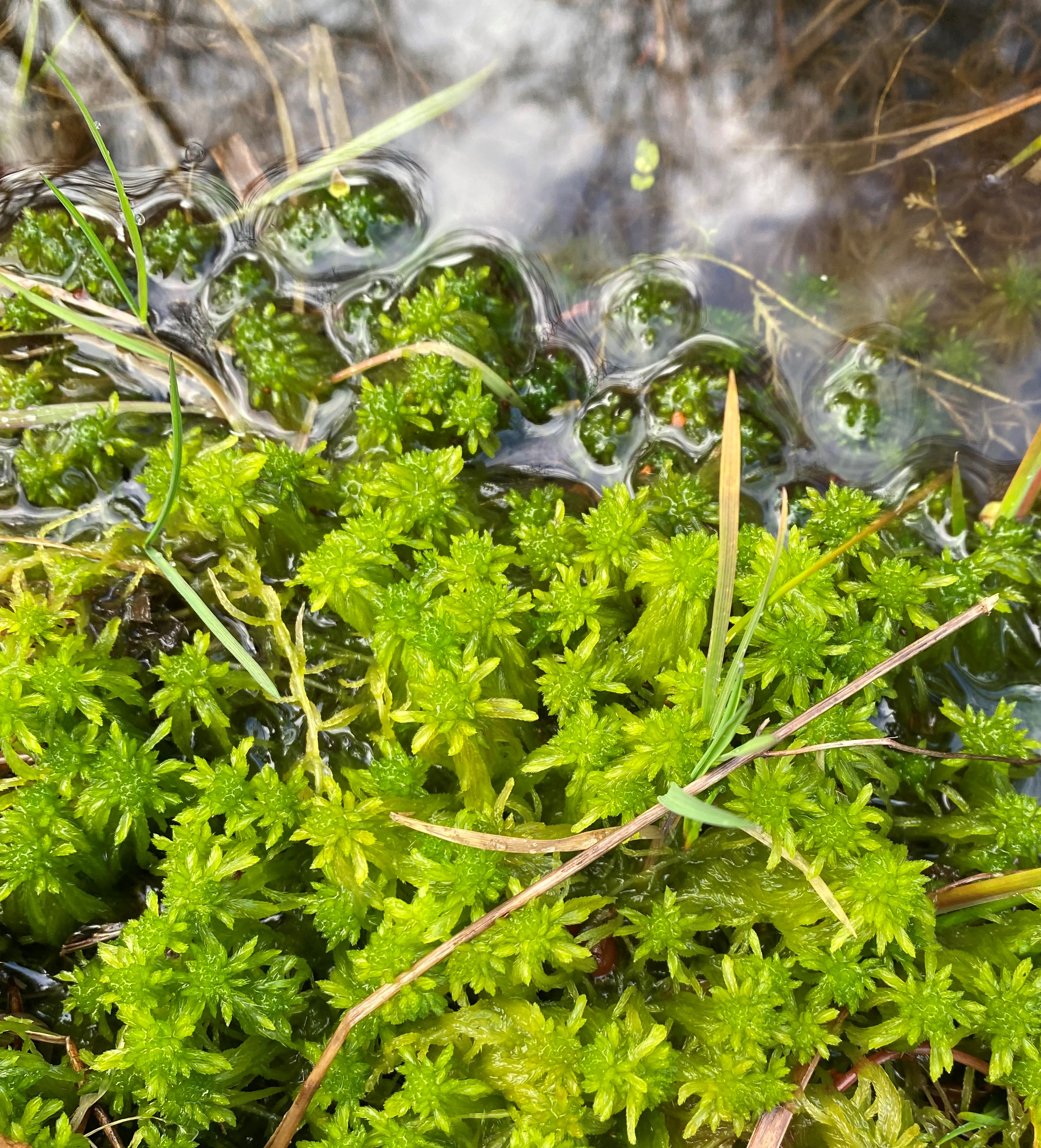
Torfmoos (Sphagnum spec.)
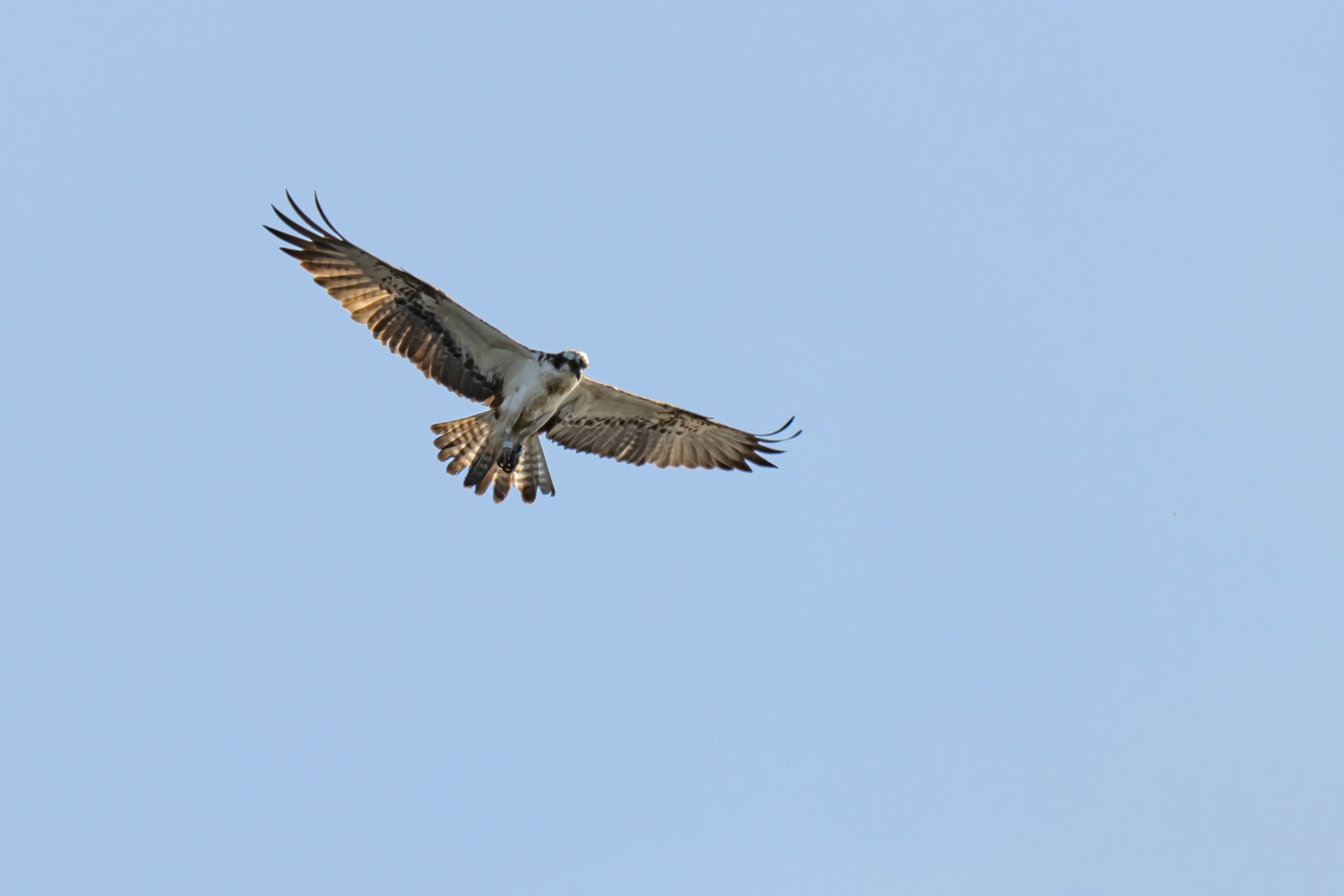
Fischadler jagt an der Wuppersperre
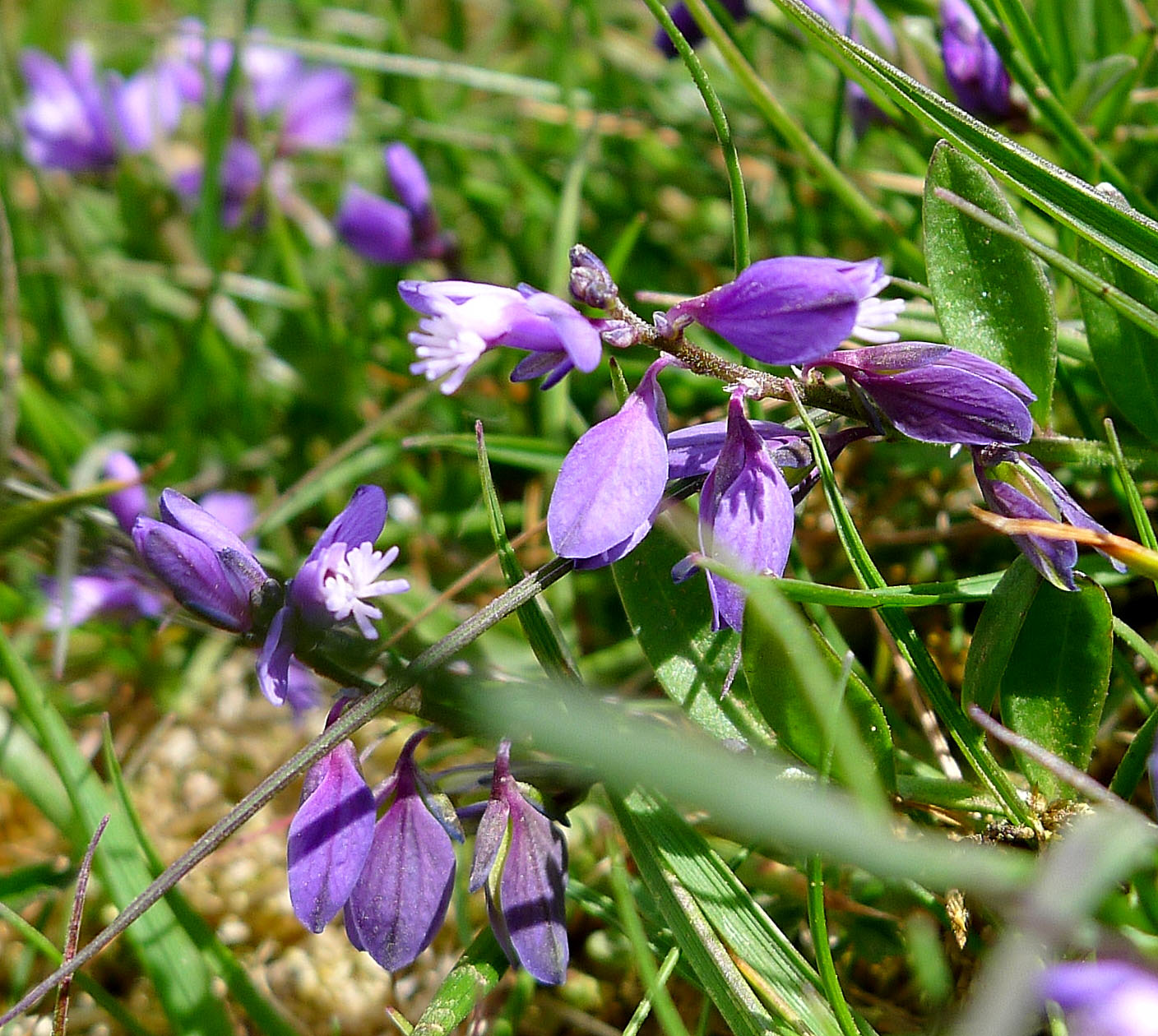
Quendelblättrige Kreuzblume (Polygala serpyllifolia)
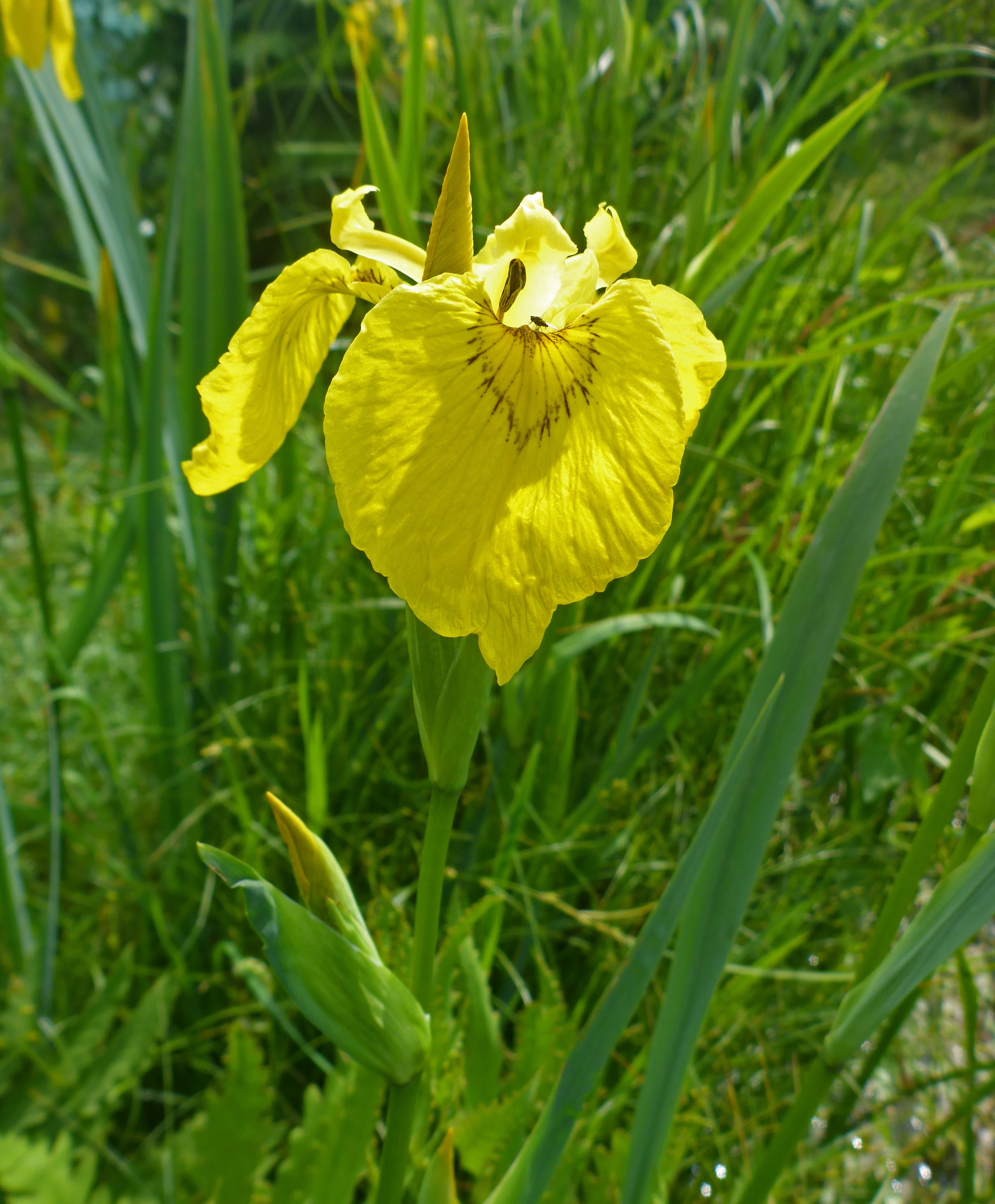
Sumpf-Schwertlilie (Iris pseudacorus)
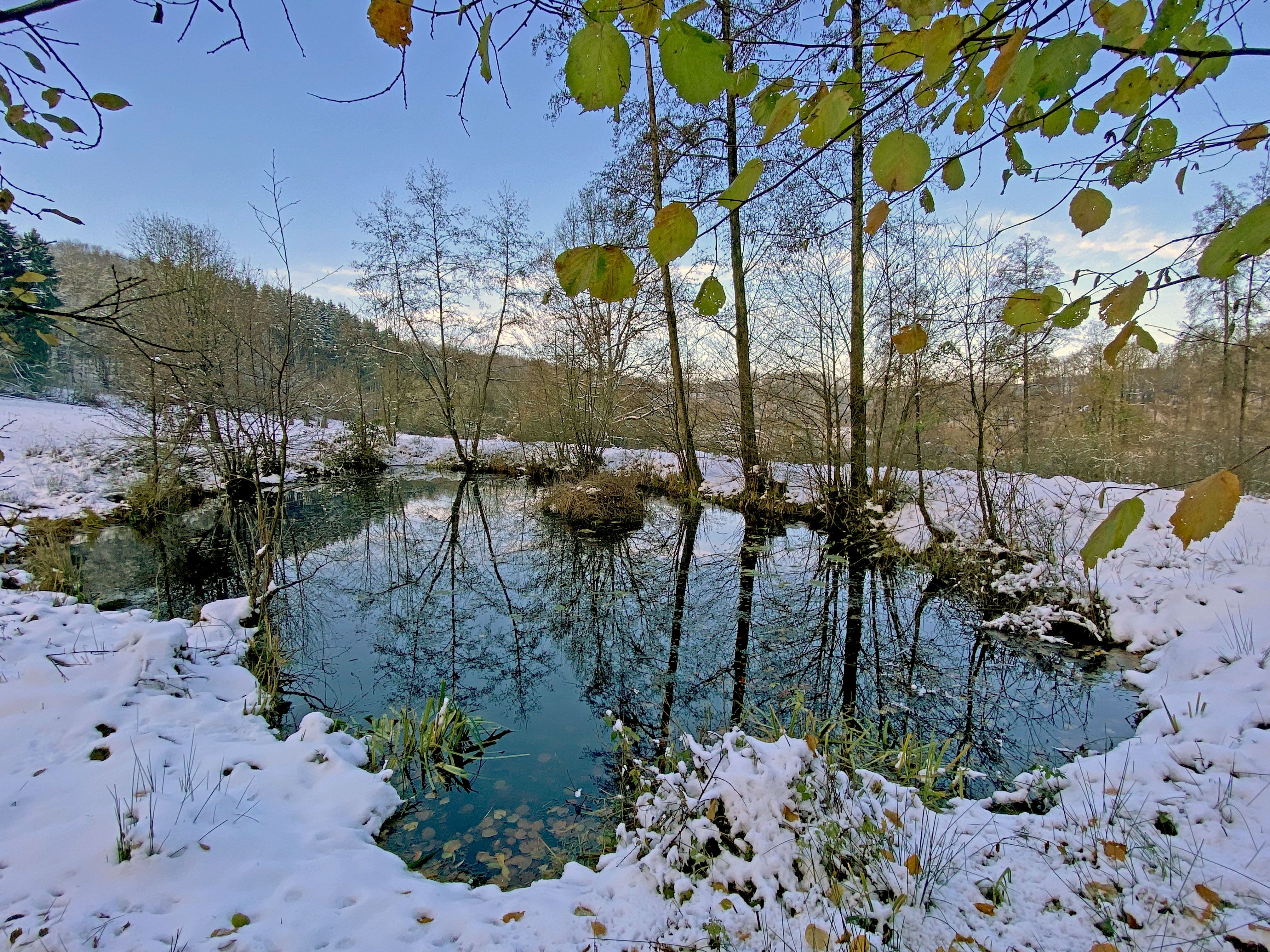
Teich östl. Steffenshagen gespeist vom Pöhlchensiefen
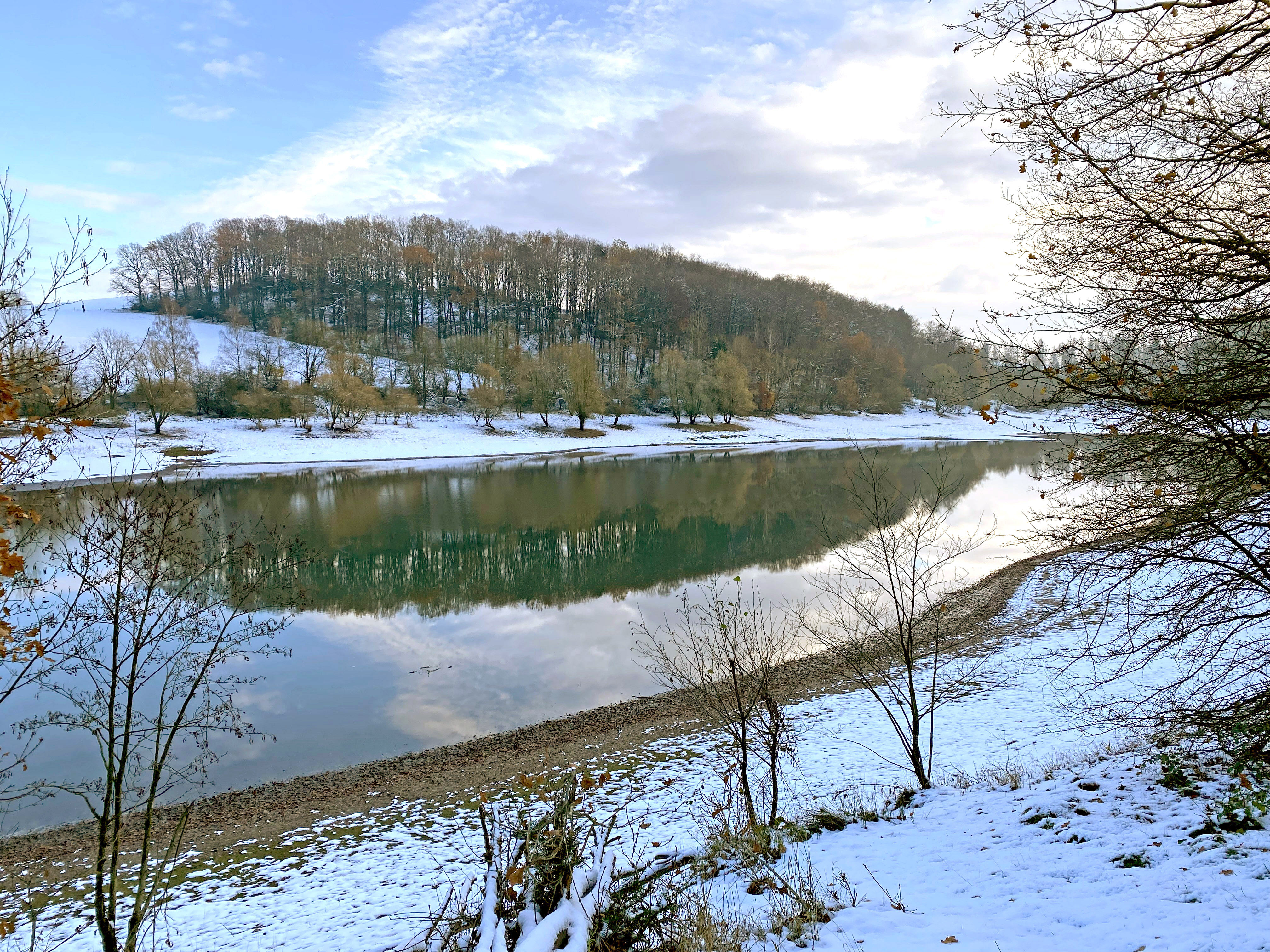
Hang und Ufer östlich Steffenshagen – gegenüber: Ufer westlich Niederhombrechen